# Louis Jobin
Pour les articles homonymes, voir Jobin.
Louis Jobin né à Saint-Raymond-de-Portneuf, le 26 octobre 1845 et mort à Sainte-Anne-de-Beaupré le 11 mars 1928 est un sculpteur canadien d'Art sacré.

## Formation
Il étudie avec François-Xavier Berlinguet à Québec en tant qu'apprenti pendant quatre ans, puis en 1869 chez un certain William Boulton à New York.
En 1870, il a son propre atelier à Montréal où il exécute diverses commandes : figures de proue, œuvres religieuses, mobilier, enseignes.
En 1875, il s'établit à Québec où il perfectionne la statuaire en bois recouverte de feuilles de métal.
En 1896, il déménage à Sainte-Anne-de-Beaupré où il demeurera, continuant à servir sa clientèle religieuse.

## Œuvres
- Statue de saint André en 1895 au dessus du portique de l'église de Saint-André-de-Kamouraska[5].
- Statue de saint Georges en 1912 à Saint-Georges-de-Beauce.
- Statue de sainte Luce, Église de Sainte-Luce
- Statue de Notre-Dame-du-Saguenay.
- La monumentale statue de l’archange Saint-Michel ornant la façade de l’église des Saints-Anges Gardiens (à Lachine).
- Statue de Notre-Dame de Bonsecours ornant la façade de l'église Notre-Dame-de-Bonsecours de L'Islet.
- Des œuvres picturales et des statues sculptées en bois pour l'église Saint-Henri-de-Lévis.
- Le Musée national des beaux-arts du Québec conserve plusieurs de ses oeuvres dont Ange à la couronne[6], Ange à la trompette[7], saint Mathieu[8], saint Jean[9] et Neptune[10].

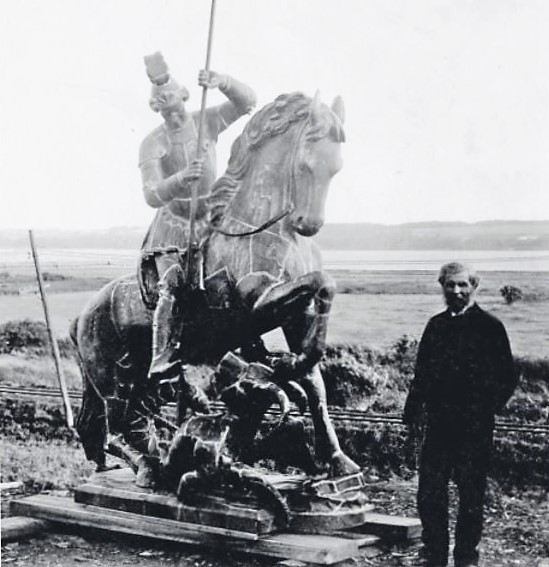
Saint Georges, 1912
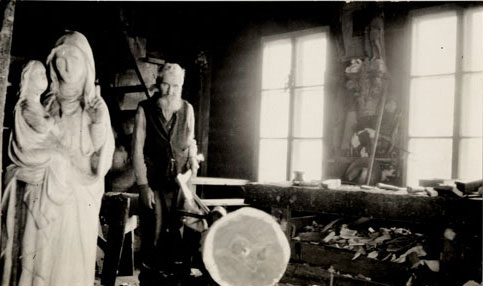
Le sculpteur dans son atelier, à côté d'une sculpture de la Vierge et l'enfant Jésus, 1926
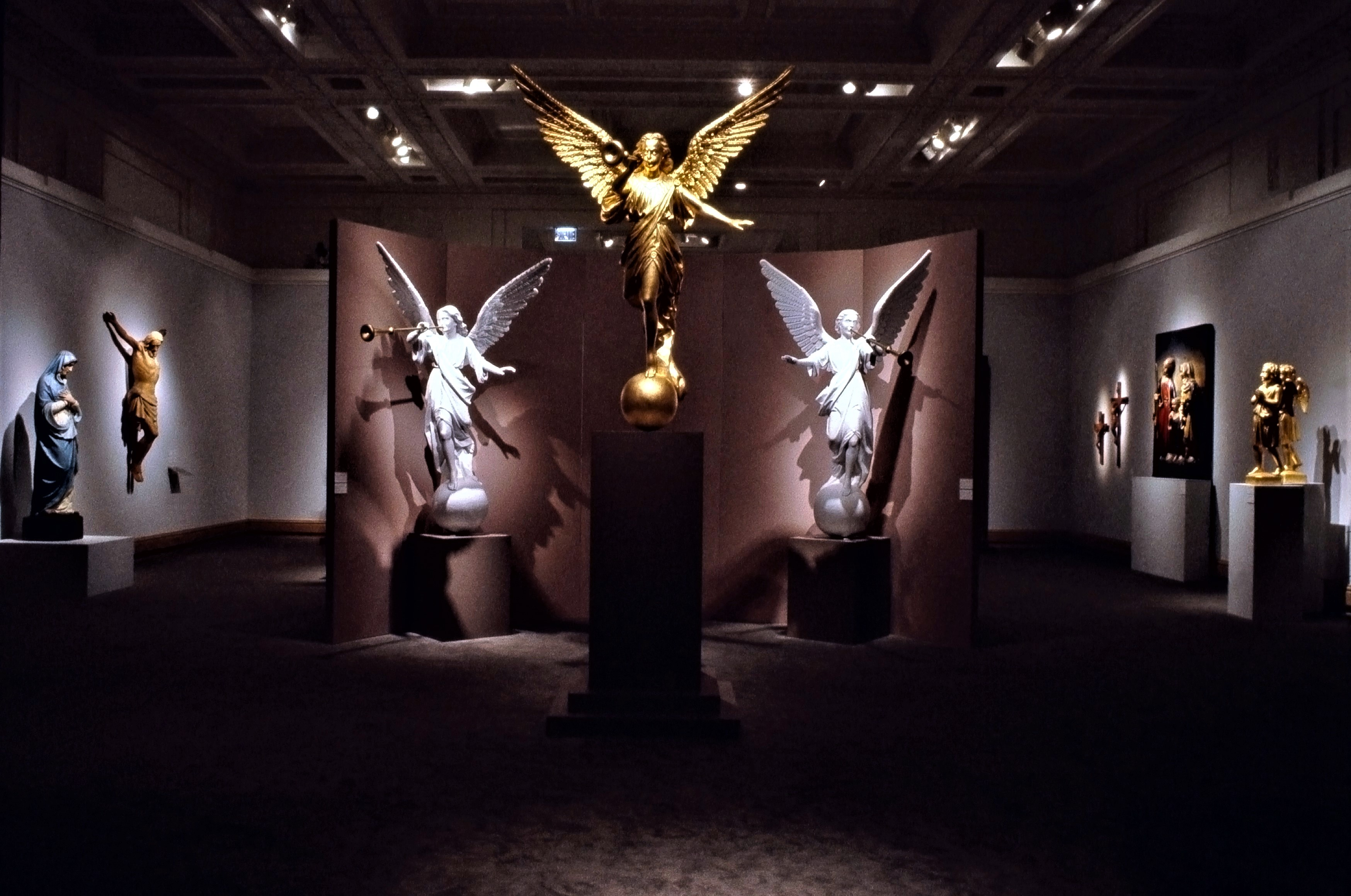
Vue de l'exposition Louis Jobin, maître sculpteur au Musée du Québec, 1986

## Hommages
- Plusieurs rues et avenues ont été nommées en honneur de Louis Jobin au Québec, c'est le cas d'une avenue nommée vers 1956 dans l'ancienne ville de Sainte-Foy, maintenant intégrée à la ville de Québec[11]. On retrouve également des avenues Louis-Jobin à Saint-Raymond[12] et Montréal[13] ainsi que des rues Louis-Jobin à Sainte-Anne-de-Beaupré et à Longueuil[14].
- Une plaque Ici se trouvaient la résidence et l'atelier de Louis Jobin (1845-1928), sculpteur et statuaire installée par la ville de Québec est présente au 415 de la rue Burton pour indiquer son ancien lieu de résidence[15].